# وادي عبد الوه (حارة)

تعديل مصدري - تعديل

وادي عبد الوهاب هي إحدى حارات حي القاعدة بمدينة القاعدة (اليمن) أحد مدن محافظة إب، بلغ تعداد سكانها 353 نسمة حسب تعداد اليمن لعام 2004.